# Bep Schrieke

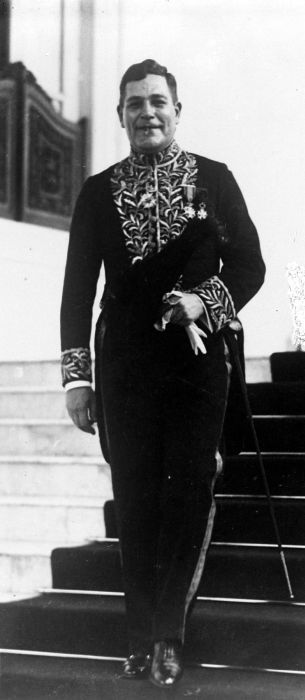
Prof. Dr. B.J.O. Schrieke

Bertram Johannes Otto (Bep) Schrieke (Zandvoort, 18 september 1890 – Londen, 12 september 1945) was een Indonesiëkundige, die hoogleraar volkenkunde en geschiedenis van Nederlands-Indië aan de Rechtshogeschool van Batavia en later hoogleraar koloniale volkenkunde aan de Gemeentelijke Universiteit van Amsterdam was. Van 1938 tot 1945 was hij directeur van de Afdeling Volkenkunde van het Koloniaal Instituut - nu Koninklijk Instituut voor de Tropen - in Amsterdam. Hij verrichtte historische studies naar taal-, land- en volkenkunde van Nederlands-Indië. Schrieke was minister van Onderwijs in het kortstondige kabinet-Colijn V. Schrieke stierf aan een hartfalen in een hotel in Londen.
Schrieke was de broer van jurist Jaap Schrieke, secretaris-generaal van het Ministerie van Justitie tijdens de Nederlandse bezetting door de Duitsers.

## Over Schrieke
- Blankenstein, M. van, 'Bertram Johannes Otto Schrieke (Zandvoort, 18 september 1890 - Londen, 12 september 1945)', in: Jaarboek van de Maatschappij der Nederlandse letterkunde te Leiden, 1947-1949. Leiden: Brill, 1950.

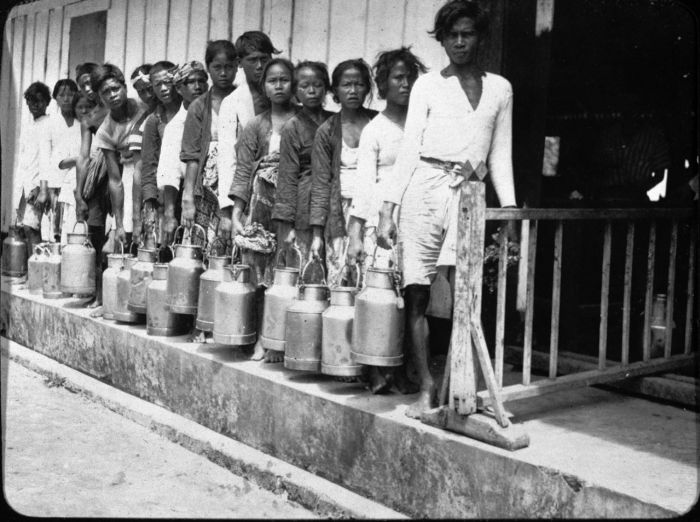
Rubbertappers in Oost-Sumatra (foto door Bep Schrieke, ca. 1920)
- Brief van Schrieke (1921)
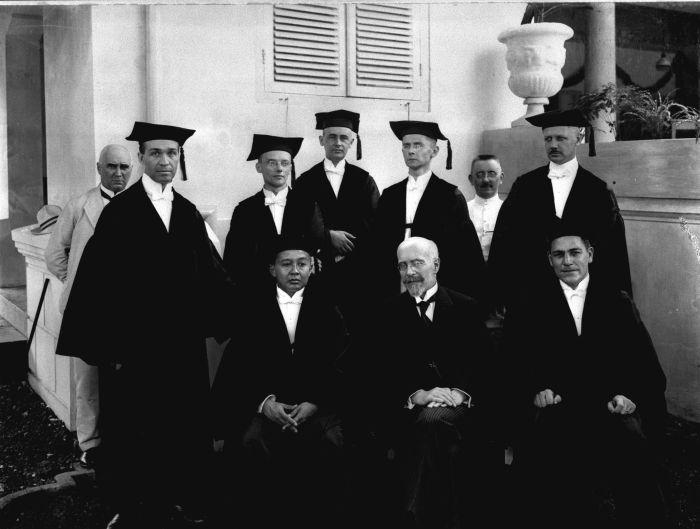
Schrieke als hoogleraar aan de Rechts Hogeschool in Batavia (1924)
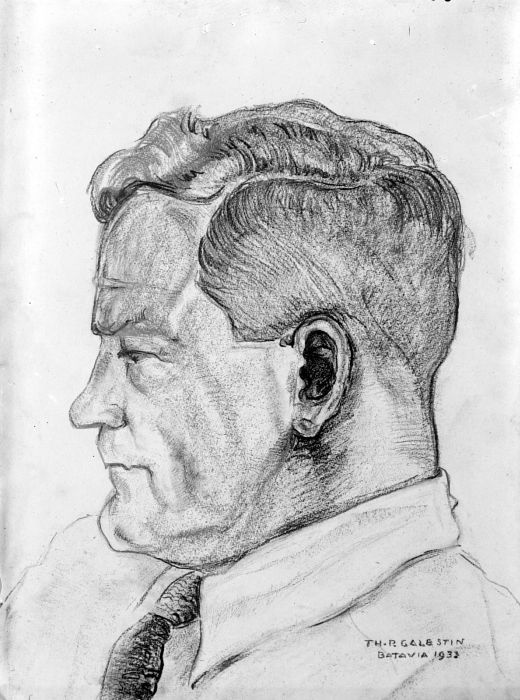
Tekening van Schrieke door Th. Galestin (1933)